# 奚陟
奚 陟（けい ちょく、745年 - 799年）は、唐代の官僚。字は殷卿。本貫は亳州。

## 経歴
天宝年間の弋陽郡太守の奚翰繹の孫にあたる。若くして読書を好んだ。大暦末年、進士に及第し、文辞清麗科に登第した。弘文館校書郎に任じられ、ほどなく大理寺評事に転じた。吐蕃への使節を補佐するよう命じられたが、行くことなく、左拾遺に任じられた。父母が死去したため、奚陟は辞職して喪に服し、哀毀すること礼の規定を超えていた。興元元年（784年）、徳宗が梁州に避難すると、奚陟は召し出されて起居郎・翰林学士に任じられた。病のため辞職し、長らく職につかず、太子司議郎に転じた。金部員外郎・吏部員外郎・左司郎中を歴任し、宮中全体を包括した。たびたび奉使をつとめたが、いずれも徳宗の意にかなった。
貞元8年（792年）、奚陟は中書舎人に抜擢された。この年、江南や淮西で大雨のために洪水が起こり、奚陟は宣慰使を命じられた。のちに刑部侍郎に転じた。
貞元11年（795年）、裴延齢は京兆尹の李充を憎んで陥れようと、李充が陸贄と結んで金帛を贈っていると誣告した。李充は信州長史に左遷されたが、さらに比部郎中の崔元翰は京兆府の銭穀が浪費されていたとして治府史を弾劾した。奚陟はこの事案を自ら調査して崔元翰のいうような事実がなかったことを証明した。崔元翰は面目を潰されて、憤死した。
ほどなく奚陟は本官のまま知吏部選補をつとめた。その人材の選抜は公平で、有能で知られ、吏部侍郎に転じた。貞元15年（799年）10月己丑、死去した。享年は55。礼部尚書の位を追贈された。
子に奚敬玄があり、官位は左補闕となった。

## 伝記資料
- 『旧唐書』巻149 列伝第99
- 『新唐書』巻164 列伝第89